# Kanton Gérardmer
Gérardmer is een kanton van het departement Vosges in Frankrijk. Het kanton valt in zijn geheel binnen het arrondissement Saint-Dié-des-Vosges.

## Geschiedenis
Bij de herindeling van de kantons door het decreet van 27 februari 2014, met uitwerking op 22 maart 2015 werd het kanton Fraize opgeheven en de gemeenten Anould, Ban-sur-Meurthe-Clefcy, Fraize, Plainfaing en Le Valtin opgenomen in het kanton Gérardmer. Ook werd het kanton Corcieux opgeheven waarvan de gemeenten Arrentès-de-Corcieux, Aumontzey, Barbey-Seroux, La Chapelle-devant-Bruyères, Corcieux, Gerbépal, Granges-sur-Vologne, La Houssière en Vienville werden opgenomen. Hierdoor nam het aantal gemeenten in het kanton toe van 3 naar 17.
Op 1 januari 2016 werden de gemeenten Granges-sur-Vologne en Aumontzey samengevoegd tot de fusiegemeente (commune nouvelle) Granges-Aumontzey.

## Gemeenten
Het kanton Gérardmer omvat sindsdien de volgende gemeenten:
- Anould
- Arrentès-de-Corcieux
- Ban-sur-Meurthe-Clefcy
- Barbey-Seroux
- La Chapelle-devant-Bruyères
- Corcieux
- Fraize
- Gérardmer (hoofdplaats)
- Gerbépal
- Granges-Aumontzey
- La Houssière
- Liézey
- Plainfaing
- Le Valtin
- Vienville
- Xonrupt-Longemer